# Aa of Weerijs
De Aa of Weerijs is een beek en stroomafwaarts een riviertje dat ontspringt in België, waar het ontstaat uit de samenvloeiing van de Grote Aa (in Wuustwezel) en de Kleine Aa (in Brecht), om vervolgens vanaf de rijksgrens met Nederland als Aa of Weerijs verder te stromen. Bij Breda (vaak, maar etymologisch niet juist, verklaard als  brede Aa) komt de rivier in de singels van deze stad, om tezamen met de Bovenmark onder de naam Mark verder te stromen. De breedte van de Aa of Weerijs varieert van 5 meter bij de grens met België tot 15 meter bij Breda. Het beekdal is ongeveer 3 kilometer breed. 
De rivier had oorspronkelijk een lengte van 25 kilometer. In 1967 werd zij genormaliseerd. Door bochtafsnijding is de lengte teruggebracht tot 22 kilometer. Er zijn zes stuwen geplaatst om de beheersbaarheid van het waterafvoer te verbeteren. Daarnaast werden er bruggen over de rivier geplaatst en werd er een miljoen kubieke meter grond verzet. In 1971 werden deze verbeteringswerken afgerond.

## Naam
In de middeleeuwen was 'Aa' een soortnaam voor stromende wateren. De naam 'Weerijs' komt van Weeg(h)reyse. Zo heette de rivier bij Van Goor (1744) en ook in oude, Franse Itinéraires (tot ca 1850).  'Weerijs' (Weeghreyse) betekent vlechtende stroom. Deze naam verwijst naar het vroegere, sterk meanderende karakter van de beek, met haar vele zijstroompjes,  zoals de Kleyne Beek, de Raamloop en de Turfvaart. Op Bredaas grondgebied komt de Aa of Weerijs samen met de Mark.

## Stroomgebied
Het stroomgebied van de Aa of Weerijs omvat een groot oppervlak (ca. 19.000 ha) en ligt grotendeels in België (ca. 12.000 ha). De beken stromen globaal gezien van het zuidwesten naar het noordoosten en zijn over het algemeen diep ingesneden. Belangrijke woonkernen in het gebied zijn Zundert, Klein Zundert, Wernhout, Effen en Rijsbergen. De Aa of Weerijs passeert deze woonkernen aan de oostzijde.
De belangrijkste zijbeken van de Aa of Weerijs zijn de Schrobbenloop, de Moersloot, de Kleine Beek of Berkenbeek, de Mortelbeek, de Turfvaart, de Raamloop en de Bijloop.

## Afvoer
Op het punt waarop de Aa of Weerijs in de singels van Breda stroomt, is de gemiddelde afvoer 1,3 m3/ s. In natte perioden kan dit stijgen tot wel 10 m3/ s, terwijl in droge perioden over het algemeen minder dan 1 m3/ s wordt afgevoerd.
Het watersysteem watert onder vrij verval af, maar er zijn wel stuwen geplaatst om de afvoer te reguleren. Hierbij wordt momenteel in de zomerperiode een hoger peil gehanteerd dan in de winterperiode, hetgeen eigenlijk onnatuurlijk is.

## Geschiedenis
De Aa of Weerijs heeft zich waarschijnlijk gevormd uit smeltwaterstromen aan het einde
van de laatste ijstijd, het Weichselien. In die periode ontstond een tamelijk breed dal. Als gevolg van afzettingen tijdens het Holoceen kreeg het dal een vlakke dalbodem, waarin een meanderende beek stroomde. 